# Dobryn
Dobryn (ukr. Добрин) – wieś na Ukrainie, w obwodzie chmielnickim, w rejonie szepetowskim, w hromadzie Płużne. W 2001 liczyła 548 mieszkańców, spośród których 545 wskazało jako ojczysty język ukraiński, a 3 rosyjski.